# Феникс Райт (персонаж)
Феникс «Ник» Райт (англ. Phoenix "Nick" Wright), или Рюити Наруходо (яп. 成歩堂龍一 Наруходо: Рю:ити) (в неофициальной локализации известен как Рюити Хора́сё), — один из главных персонажей серии видеоигр Ace Attorney. Феникс фигурирует как протагонист в первых трёх играх серии, появляется как второстепенный персонаж в четвёртой части и возвращается как один из главных героев в пятой и шестой играх. Персонаж также появлялся в фильме, аниме, манге, японских мюзиклах и театральных постановках по игре, а также в видеоиграх-кроссоверах: Professor Layton vs. Phoenix Wright: Ace Attorney, Project X Zone 2, Puzzle Fighter и Ultimate Marvel vs. Capcom 3. Феникс Райт получил крайне положительные отзывы критиков.

## Концепция и создание

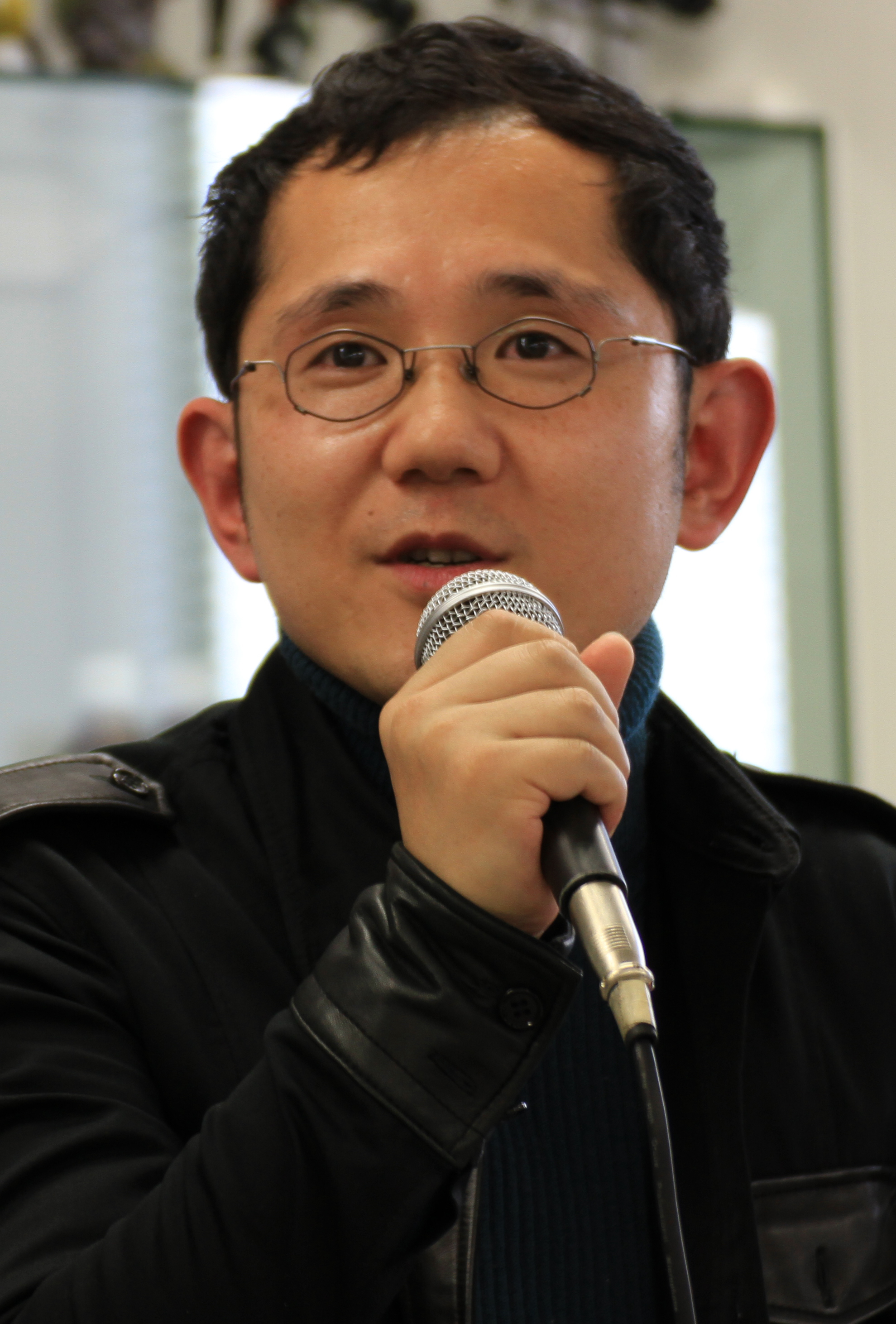
Сю Такуми создал Феникса Райта, а также озвучил его в японской версии первых четырёх игр серии

Идея для создания персонажа адвоката возникла, когда Сю Такуми пытался придумать концепт игры, в которой игрок мог бы обнаруживать ложь или противоречия в утверждениях. Такуми воспользовался своей привилегией руководителя проекта, чтобы озвучить Феникса. Изначально Феникс был частным сыщиком, который нашёл тело в офисе своего клиента и был арестован. Поскольку адвокат, которому поручено вести его дело, оказался бесполезным, Феникс взял на себя защиту. Один из сотрудников предложил, чтобы Феникс был хомяком; и хотя эту идею отвергли, в ранней версии у Феникса был домашний хомяк.
Японское имя Райта, Рюити, отсылает на мифического дракона. Его японская фамилия, Наруходо (яп. なるほど) — выражение, которое в переводе примерно означает «понятно, ясно». Такуми выбрал эту фразу, чтобы подчеркнуть неопытность Райта. Несмотря на то что его имя означает «понятно», он может на самом деле не осознавать, что происходит; то же самое может касаться людей, использующих эту фразу. Данное выражение также широко используется в японских детективных романах во время расследования — основного геймплейного элемента в Ace Attorney.
В английской версии имя Райта было локализовано, чтобы оно имело аналогичное значение для англоязычной аудитории. Его имя также имеет мифологический подтекст: оно отсылает к фениксу — птице, восстающей из пепла. Это намёк на то, как Феникс выпутывается из очень сложных ситуаций во время прений. Такая локализация обыгрывается в первой игре, в которой пятое дело называется Rise From the Ashes (с англ. — «Восстание из пепла»). Его фамилия омофонимична слову «right» (с англ. — «верно, правильно»), что позволяет делать каламбуры, например «Right, Wright?» (с англ. — «Не так ли, Райт?») и «Phoenix Wrong» (букв. «Феникс Неправ»). Также рассматривались имена «Коул» и «Уилтон», но выбор пал на «Феникс» как на более выделяющееся. Прозвище «Ник», которым его называют близкие ему люди, было выбрано из-за правдоподобности и созвучности с именем Феникс.

## Характер и предыстория
Во время Phoenix Wright: Ace Attorney Феникс является адвокатом-новичком. В основном он берётся за дела об убийствах, пытаясь оправдать своих клиентов, против которых имеются, казалось бы, неопровержимые улики и показания. В процессе расследования он часто сталкивается с необычными ситуациями. Вместо того чтобы просто аргументировать своё дело, Феникс использует навыки детектива, чтобы собрать соответствующие улики и исследовать место преступления.
Когда он учился в начальной школе, Феникса обвинили в краже денег Майлза Эджворта. Так как они учились в маленькой школе, там провели классный суд. Во время суда Эджворт и Ларри Батц заступились за Райта, заявив, что у учителя и учеников нет доказательств вины Райта. Классный суд был прекращён, и трое учеников стали лучшими друзьями, пока Эджворт не перевёлся после убийства его отца. Пятнадцать лет спустя Ларри признаётся, что это он украл деньги в тот день, и полностью возмещает их. Райт удивился, но Эджворт выглядит так, будто всё это время знал, что Ларри украл его деньги.
Будучи студентом университета Айви, Феникс обвиняется в убийстве. Райта оправдывает адвокат по имени Мия Фей, которая находит истинного виновника — девушку Феникса и двоюродную сестру Мии, Далию Хоуторн. После сдачи экзамена Феникс сам становится адвокатом и устраивается работать в юридическую фирму Мии, «Фей и Ко.» (англ. Fey & Co.). После убийства Мии Феникс наследует юридическую фирму, назвав её «Райт и Ко.» (англ. Wright & Co.), а также берёт сестру Мии, спиритического медиума по имени Майя, под своё крыло. Майя становится помощницей Феникса, помогая ему знакомиться с клиентами и искать информацию и улики во время дел. По прошествии лет Феникс берётся за несколько дел, чтобы доказать невиновность тех, кого ошибочно обвиняют в убийстве, зарабатывая себе имя и репутацию. Он также помогает Майе заботиться о её младшей кузине Перл после ареста её матери.
Однако в одном деле он непреднамеренно представляет суду поддельные доказательства, не зная, что они были подделаны, из-за чего вынужден сдать значок адвоката. Удочерив девочку по имени Трюси Энигмар, Феникс переименовывает фирму в «Агентство талантов Райта» (англ. Wright Talent Agency) и устраивается на работу пианистом. Там же он начинает играть в покер.
Семь лет спустя Феникса обвиняют в убийстве человека по имени Шэди Смит — путешественника с неизвестным прошлым. Феникс нанимает начинающего адвоката по имени Аполло Джастис, который работает на друга Феникса, известного и опытного адвоката Кристофа Гэвина. Во время суда Аполло и Феникс раскрывают, что настоящим убийцей был Кристоф. После этого суда Аполло Джастис устраивается в «Агентство талантов Райта». Позже Трюси изменила название на «Агентство Райта по любым делам» (англ. Wright Anything Agency). Феникс продолжает помогать раскрыть правду о своём лишении адвокатской лицензии, а также внедряет систему присяжных в вымышленную систему правосудия. За годы после потери значка Феникс также развил талант к покеру. Он ни разу не проиграл за семь лет, ибо научился понимать намерения окружающих, читая их язык тела.
Очистив своё имя, Феникс повторно сдаёт экзамен и снова становится адвокатом. Он оставляет Аполло Джастис в качестве протеже и берёт под своё крыло новичка Афину Сайкс, ставшую новым адвокатом «Агентства по любым делам Райта». Позже он воссоединяется с Майей в вымышленном Королевстве Кура’ин и помогает изменить правовую систему страны, после чего они снова становятся юридическими партнёрами.

## Появления

### ВидеоигрыAce Attorney
В первой игре Phoenix Wright: Ace Attorney Феникс защищает различных подозреваемых в убийстве, в частности собственного друга Ларри Батца и сестру Мии Фей — Майю. Во втором деле Мию убивают, но Феникс продолжает своё дело уже без неё. В финальном деле Феникс защищает прокурора и друга детства Майлза Эджворта, которого подозревают в убийстве Роберта Хаммонда, старого адвоката. Тот участвовал в деле DL-6, в котором был убит отец Эджворта. Выступая против наставника Эджворта, Манфреда фон Кармы, Феникс успешно защищает своего друга, снимает с него все обвинения и разрушает 40-летнюю победную серию фон Кармы.
В Phoenix Wright: Ace Attorney – Justice for All Феникс снова защищает Майю и сталкивается с прокурором и дочерью Манфреда фон Кармы, 18-летней вундеркиндом Франциской. В последнем деле игры Майю похищает наёмный убийца, который заставляет Феникса защищать настоящего виновника. В итоге Фениксу удаётся заставить преступника признать свою вину, что приводит к первому поражению Райта. В ходе игры Феникс получает магатаму от Перл. С помощью магатамы Феникс может понять, скрывает ли что-то человек, а также раскрыть секрет, разрушив «душевные замки».
В Phoenix Wright: Ace Attorney – Trials and Tribulations выясняется, что Феникс ранее был обвинён в убийстве бывшего парня своей девушки во время учёбы в университете. Его защищала Мия Фей, которая не участвовала в заседаниях уже год из-за травмы от прошлого заседания. Мия разоблачает настоящего убийцу — ей оказалась девушка Феникса, Далия Хоуторн, которую позже казнят. Мия вдохновляет Феникса сменить специальность на юриспруденцию. В современности он сталкивается с Годо, таинственным прокурором, который затаил злобу на Феникса.
Во время дела за семь лет до событий Apollo Justice: Ace Attorney, через два месяца после Trials and Tribulations, он лишился своего адвокатского значка, так как предъявил сфабрикованную улику. Подсудимый, Шэди Энигмар, сбежал. Через две недели после этого заседания Феникс удочерил Трюси Энигмар, дочь Шэди. Затем Трюси переименовывает офис в «Агентство талантов Райта», становясь его генеральным директором. Во время действия Apollo Justice Феникс работает пианистом и играет в покер в ресторане под названием «Клуб „Тарелка борща“» (с англ. — «Borscht Bowl Club»). После того как его обвинили в убийстве и его оправдал начинающий адвокат Аполло Джастис, он нанимает Аполло и вновь открывает свою юридическую контору, назвав её «Агентство Райта по любым делам». Райт использует компьютерную программу «MASON System», чтобы помочь игроку собрать воедино доказательства из прошлого и из настоящего для последнего дела игры, где полностью объясняются обстоятельства того дня, когда он был лишён значка адвоката.
Райт возвращается в качестве главного героя в пятой части основной серии Phoenix Wright: Ace Attorney – Dual Destinies. Получив значок адвоката, он вместе работает над делами как с Аполло Джастисом, так и с новичком Афиной Сайкс, стремясь раз и навсегда положить конец «Тёмному веку закона» (англ. Dark Age of the Law).
В шестой игре серии, Phoenix Wright: Ace Attorney – Spirit of Justice, Феникс отправляется в Королевство Кура’ин, где воссоединяется с Майей Фей, и обнаруживает, что во всём королевстве адвокаты имеют репутацию закоренелых преступников. Он успешно защищает своего молодого гида и Майю, когда их обоих обвиняют в убийстве, подвергая себя серьёзному риску нарушения так называемого Закона об ответственности защиты (англ. Defense Culpability Act). В нём говорится, что, если клиента адвоката признают виновным, адвокат понесёт то же наказание, что и его клиент — смертную казнь. Действия Феникса начинают вращать колёса революции, когда он сталкивается с группой повстанцев, известной как «Непокорные драконы» (англ. Defiant Dragons), и узнаёт, что их лидер, когда-то известный адвокат по имени Дурк Садмади, стремится восстановить правовую систему.

### Другие появления

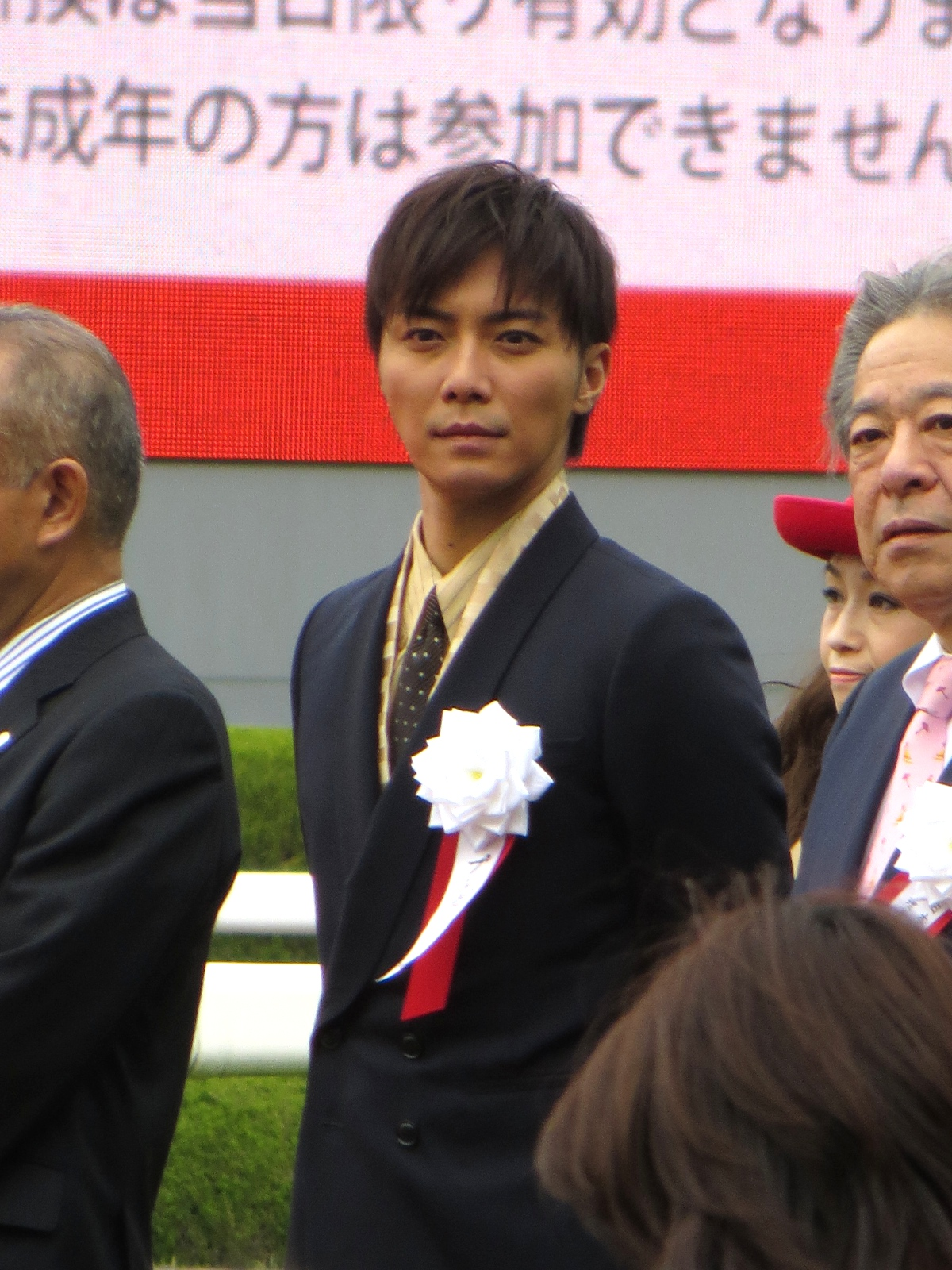
Хироки Наримия сыграл Феникса Райта в фильме 2012 года

Феникс Райт появляется в японской манге-адаптации, написанной Кэндзи Куродой, иллюстрированной Кадзуо Маэкавой и опубликованной Kodansha. Она была опубликована в США издательством Kodansha USA. Дополнительные издания манги, опубликованные Del Rey Manga, были выпущены в США.
Феникс Райт появляется также в японском мюзикле, основанном на серии Ace Attorney — Truth Resurrected. Мюзикл поставлен женской труппой Takarazuka Revue, с актёром Тому Рандзю в роли Феникса Райта. Труппа использовала английское имя, а не японское «Рюити Наруходо». В мюзикле Феникс находится в отношениях с Леоной Клайд, оригинальным персонажем, основанным на Лане Скай. Продолжение, Ace Attorney 2 — Truth Resurrected, Again, было выпущено по причине большой популярности первого мюзикла: билеты на него были распроданы в первый же день. Два японских спектакля были дополнительно поставлены театром Super Eccentric, в которых Сё Като играет Феникса.
Хироки Наримия играет Феникса в фильме 2012 года Ace Attorney. Фильм вольно адаптирует события первой игры, включая первое дело Феникса, его встречу с Майей и его защиту Эджворта; сцена после титров дополнительно адаптирует элементы второй игры.
Феникс появляется как главный герой аниме-сериала Ace Attorney 2016 года, который адаптирует события первых трёх игр серии за два сезона. Его озвучивают Юки Кадзи на японском языке и Эрик Вейл на английском языке. Феникс также появляется в эпизодической роли в эпизоде «Killing a Domineering Grannie» сериала Scissor Seven.
Феникс появляется в эпизодической роли в Ace Attorney Investigations: Miles Edgeworth, а также в её продолжении, Ace Attorney Investigations 2: Prosecutor’s Gambit. Он также появляется вместе с профессором Хершелем Лейтоном в игре для Nintendo 3DS 2012 года, Professor Layton vs. Phoenix Wright: Ace Attorney, разработанной вместе с Level-5; в японском дубляже игры Наримия вновь озвучил Феникса.
Разработчики файтинга-кроссовера Tatsunoko vs. Capcom: Ultimate All-Stars хотели включить Феникса вместе с Франциской фон Кармой в качестве игровых персонажей, но у них возникли проблемы с разработкой дополнительных движений, помимо жеста Феникса, указывающего пальцем. Они придумали атаку, в которой использовалась его крылатая фраза «Игиари!» (с яп. — «Протестую!»), когда буквы фразы нападали на противника. Однако разработчики осознали, что локализация изменила бы слово из четырёх букв на слово из девяти букв и нарушила бы баланс в игре. Феникс также рассматривался для включения в качестве игрового бойца в Marvel vs. Capcom 3: Fate of Two Worlds. Феникс появляется вместе с Майлзом Эджвортом в эпизодической роли в финале аркадного режима Женщины-Халк.
Он появляется как игровой персонаж в Ultimate Marvel vs. Capcom 3. Его боевой стиль позволяет ему собирать на поле улики, которые он может использовать либо для нападения на своего противника, либо для мощной конфронтации в зале суда.
Феникс вместе с Франциской фон Карма, Мией Фей и Майлзом Эджвортом появляются в виде карт в игре SNK vs. Capcom: Card Fighters DS. И Феникс, и его помощница Майя Фей также появляются в тактической ролевой игре-кроссовере Project X Zone 2. Феникс упоминается во второй части серии Danganronpa — Goodbye Despair.

## Критика
Критики обычно хвалят Феникса Райта, называя его симпатичным персонажем с реалистичной профессией. Тем не менее повзрослевший Феникс Райт, которого видели в Apollo Justice: Ace Attorney, подвергался критике как «отчуждённый и загадочный», а «развитие его персонажа <…> затерялось на обочине». GameDaily назвал его восьмым величайшим персонажем Capcom, отметив, насколько он настойчив перед лицом трудностей. Они также поставили его на 20 место в своём «Top 25 Gaming Hunks». Они включили его причёску в список «самых странных причёсок в играх». Nintendo Power назвала Феникса своим 10-м любимым героем, заявив, что, хотя адвокаты имеют плохую репутацию, Феникс защищает невиновных. В 2009 году GameSpot выбрал его в качестве одного из персонажей, которые будут соревноваться в своём опросе за звание «Величайшего игрового героя всех времён».
Его появление в Ultimate Marvel vs. Capcom 3 также было встречено положительно: Metro GameCentral назвала его «звездой шоу». В 2012 году GamesRadar поставил его на 55-е место среди лучших героев видеоигр, а UGO Networks поставило его на 57-е место среди лучших героев развлекательных медиа в 2010 году. GamesRadar также включил его в список «30 лучших персонажей Capcom за последние 30 лет», отметив, что у него нет власти и что он «даже не очень хороший юрист, когда начинает, но наблюдать за его ростом — это частично то, почему мы его любим».
Привычки Феникса Райта, такие как тыкание пальцем и крик «Протестую!», стали широко известны и пародировались в эпизодах таких аниме, как «Меланхолия Харухи Судзумии», Panty & Stocking with Garterbelt, «Без игры жизни нет» и Maria Holic. Многие персонажи видеоигр сравнивались с Фениксом, включая Макото Наэги из серии Danganronpa или Такаюки Ягами из Judgment.